# Тарквиния
Таркуи́ния (Тарквиния, Таргиния, итал. Tarquinia [tarˈkwiːnja], ранее до 1872 года — Корнето, итал. Corneto, лат. Cornetum, далее до 1922 года  — Корнето Тарквиния, итал. Corneto Tarquinia, лат. Cornetum Tarquinii) — коммуна в Италии. 
Коммуна располагается в провинции Витербо в регионе Лацио, на берегу реки Марты. В черте и близ современного города находился древний город Этрурии — Тарквинии (др.-греч. Ταρϰυνία, лат. Tarquinii, этр. Tarch(u)na).
Покровительницей коммуны почитается Пресвятая Богородица (Madonna di Valverde), празднование 8 мая.

## История

### Античная эпоха
Город Тарквиния (Tarquinii на латыни и Tarch(u)na на этрусском, происходит от имени мифического Тархона) был одним из древнейших и важнейших поселений этрусского додекаполиса. Связанный с Римом с самых древних времен, он дал этому городу династию этрусских царей (Тарквиний Древний и Тарквиний Гордый), сыгравших первостепенную роль в истории латинского города (в конце VII и VI веках до н. э.).
Древние мифы, связанные с Тарквинией (мифы о ее основателе Тархоне — сыне или брате Тиррена — и о младенце-оракуле Тагесе), указывают на древность и культурное значение города. Согласно археологическим находкам, Тарквиния затмила своих соседей задолго до появления письменных источников. Говорят, что это был уже процветающий город, когда Демарат Коринфский привез греческих рабочих.
Становление Тарквинии как торговой державы еще в VIII веке до н. э. было обусловлено контролем над минеральными ресурсами, расположенными в горах Толфа , к югу от города и на полпути от керетанского порта Пирги.
В 509 г. до н. э., после свержения римской монархии, семья Тарквиния Гордого отправилась в изгнание в Цере. Сначала он попытался вернуть себе трон с помощью заговора, а когда это не удалось, то силой оружия. Он убедил города Тарквинии и Вейи поддержать его и повел их армии против Рима в битве у Арсийского леса. Несмотря на победу римской армии, Тит Ливий отмечает, что войска Тарквинии хорошо сражались на правом крыле, поначалу оттеснив римское левое крыло. После битвы войска Тарквинии вернулись домой.
В конце V века до н. э. и в первой половине IV века до н. э. наблюдалось кратковременное возрождение, как политическое, так и художественное, вероятно, под влиянием семьи Спуринна, члены которой способствовали новому расширению Тарквинии, а также повторному заселению и росту городов внутри страны. Гробница Спуринны, известная как гробница Оркуса, украшена фресками с изображением пира, на котором собрались члены семьи, о чем свидетельствуют надписи. Род Спуринна имел большое значение в Тарквинии вплоть до I века. Две фрагментированные плиты, известные как Elogia Tarquiniensis , отдают дань уважения Вельтуру Спуринне и Авлу Спуринне и предлагают редкий взгляд на историю этрусков, включая упоминание об Оргольнийском царе Цере, что напоминает о названии семьи Ургуланилла, среди членов которой была жена императора Клавдия — Плавтия Ургуланилла.
В этот период Тарквиния превзошла Цере и другие этрусские города по могуществу и влиянию. В этот период вокруг города были построены колоссальные стены в ответ на угрозы со стороны галлов и римлян. Тарквиния, не затронутая галльскими нашествиями, окончательно колонизировала все ранее занятые ею территории около 385 г. до н.э. Это новое процветающее государство позволило быстро возобновить всю деятельность. Большие погребальные памятники, украшенные росписями, саркофагами и погребальными каменными скульптурами, отражают высокое социальное положение новых аристократических классов, но многочисленные надписи на стенах и саркофагах свидетельствуют о постепенном процессе все более демократического перехода.
Тарквиния несколько раз вступала в войну с Римом и окончательно была покорена последним после битвы при Сентине в 295 г. до н. э. С этого времени Тарквиния вошла в состав римских территорий. На его побережье развилась морская колония Грависка, которая до основания Центум Целлы (ныне Чивитавеккья) императором Траяном во II веке н. э. была главным портом южной Этрурии, заброшенным после набегов сарацинских корсаров в раннем Средневековье.

### Средневековье
В V веке город попал под власть остготского королевства Теодориха. В первой половине VI века он был вовлечён в Готскую войну, а во второй половине этого века стал частью лангобардского герцогства Тосканы. Во второй половине VIII века он был сначала приобретен Каролингами, а затем передан в дар Папе как часть недавно созданного Папского государства.
Вероятно, уже с VI века началось постепенное сокращение численности населения поселения, которое продолжало уменьшаться и завершилось в конце Средневековья, когда древний город превратился в укрепленный замок. Причины следует искать в опустошениях, которые сначала совершили германские захватчики, а затем во вторжениях мусульман, которые, помимо сокращения населения, привели к прогрессирующему экономическому упадку территории. Начиная с VIII века, на холме, прилегающем к древнему городу, но с видом на море, засвидетельствовано наличие крепости, называемой Коргнетум или Корниетум. В документах конца X и начала XI века упоминается Коргитус (с 1004 года) или Торре ди Коргниту (с 939 года). Из этого небольшого первоначального ядра в XI и XII веках развился средневековый центр Корнето.
В 1144 году Корнето стал свободной итальянской коммуной, подписав торговые соглашения с Генуей и Пизой (в 1177 году). В XIII веке город мужественно сопротивлялся осаде императора Фридриха II. В этот период область Корнетано была одним из крупнейших производителей и экспортеров пшеницы в Италии. Кроме того, после разрушения Центум Целлы берберийскими пиратами, начиная с IX века, древний порт, заброшенный столетиями ранее, вновь ожил и приобрел значение, став связующим звеном между внутренними районами Умбрии и Средиземноморьем.
Именно в этот контекст вписывается столкновение Корнето с крупными городами, такими как Витербо и Рим, в XIII и XIV веках , которые намеревались навязать свое господство, пользуясь слабостью папской власти, особенно во время Авиньонского плена. Корнето также выступал против целей Церкви, но город в конце концов был приведен в подчинение кардиналу Эджидио Альборносу (1355 г.) и с этого момента, хотя и с краткими перерывами, постоянно оставался под властью Папского государства, разделяя его события.

### эпоха Возрождения
В 1435 году папа Евгений IV возвел Корнето в ранг civitas и епископской резиденции в награду за заслуги кардинала Вителлески, уроженца Корнето, в восстановлении папского владычества над Папской областью. В 1854 году епархия Корнето была объединена aeque Principaliter ((перевод с латинского: «одинаково важный») с епархией Чивитавеккья. В 1986 году епархии были полностью объединены в епархию Чивитавеккья-Тарквиния.
Из документов, найденных в Историческом архиве коммуны Тарквиния, есть известия о присутствии албанцев, начиная с 1458 года, когда Папа Пий II 17 сентября написал «возлюбленному сыну, дворянину, графу Питильяно» Альдобрандино II, что «некий албанец недавним летом прошлого года поджег большое количество пшеницы на территории Корнетано, а затем нашел убежище, сбежав, в вашем замке, где он и находится по сей день».
В 1484 году многие албанские семьи переехали жить в Корнето, в основном солдаты (страдиоты), к которым постепенно присоединились другие албанские семьи, спасавшиеся от османского гнета. 
5 октября 1592 года полковник папской армии Фламинио Дельфино прибыл в Корнето, чтобы восстановить отряд улан албанского капитана Элии Капуцио. В тот же день, 5 октября 1592 года, полковнику Дельфино был отправлен письменный приказ о размещении папских войск в Папской области. Среди них была и албанская рота капитана Микеле Папады (Папада), которому было приказано отправиться на службу на территорию Анконы, на флот, а при необходимости и в Ези, за семь скуди в месяц.
В письме от 19 ноября 1592 года, отправленном из общины Корнето Теофило Скаури, прокуратору Рима, сообщается о прибытие отряда албанских солдат на лошадях во главе с капитаном Элией Капуцио, которые с момента своего прибытия начали проявлять неуважение, настолько сильное, что община потребовала принять меры для их удаления, в противном случае могли бы возникнуть серьезные беспорядки. Кроме того, албанцы хотели, чтобы община предоставила им 40 руббио ячменя, что было невозможно, поскольку ячмень не рос в Корнето. Они были настолько недовольны сеном, которое им давала община, что воровали часть его со складов, не забывая и о том, что там находили.

### Современная эпоха
После строительства нового порта Чивитавеккья, наследника древнего Центум Целлы, с укреплениями, спроектированными такими архитекторами, как Микеланджело Буонарроти и Антонио да Сангалло, в XV веке Корнето снова и окончательно утратил свою функцию порта верхнего Лацио, что привело к прогрессирующему экономическому и демографическому упадку территории, все больше страдающей от малярии из-за прибрежных болот.
В период, предшествовавший Второй мировой войне, здесь разместилась парашютная школа. На него также повлияла масштабная программа мелиорации земель, проводимая фашистским режимом, за которой последовала аграрная реформа 1950 года: эти две меры способствовали возрождению сельскохозяйственного сектора и связанному с ним кратковременному промышленному развитию, что привлекло огромную внутреннюю иммиграцию, особенно из Марке.
Начиная с 1960-х годов, со строительством Лидо ди Тарквиния и Марина Велка вдоль побережья, также начал активно развиваться морской туризм.

## Демография
Динамика населения: